# Caspar Schütz
Caspar Schütz (* ca. 1540 in Eisleben; † 16. September 1594 in Danzig) war ein preußischer Historiker.
Als Professor der Poetik an der Universität Königsberg (1562 bis 1565) entwickelte er Interesse an der Geschichte von Preußen. Er wurde Stadtschreiber von Danzig und sammelte alte Schriften. Sein Hauptwerk wurde 1592 in Zerbst veröffentlicht, die Historia rerum Prussicarum oder wahrhafte Beschreibung der Lande Preussen in 10 Büchern vom Anfange bis auf das Jahr 1525.

## Leben
Herzog Albrecht von Brandenburg hatte Lucas David mit der Abfassung einer preußischen Landeschronik beauftragt, doch war er mit dessen schleppender Arbeitsweise unzufrieden. Er suchte daher Caspar Schütz für diese Aufgabe zu gewinnen. Er sollte eine Art ultimativer preußischer Chronik abfassen; des Herzogs Bemühungen um die Beschaffung von Quellentexten für die herzogliche Schlossbibliothek in Königsberg liefen vor allem auf dieses groß angelegte Projekt hinaus. Im Dezember 1562 wurde Schütz zum Professor der Poetik an die Königsberger Universität berufen. Noch in dieser Position, 1563, veröffentlichte Schütz ein erstes Buch über die preußische Geschichte: Prussiae liber primus sermone ligato – eine lateinische Versdichtung. 1564 verließ er Königsberg und übernahm in Danzig das Amt des untersten Stadtschreibers. Seine Arbeit an der preußischen Chronik setzte er fort, auch wenn er nunmehr keinen Zugang zum Manuskript des Lucas David mehr hatte.
Nach den ersten Ausgaben der Historia rerum Prussicarum 1592 wurde sie nach Schütz’ Tod durch David Chytraeus von 1525 bis 1599 fortgeschrieben und 1599 gedruckt.
Auch weitere Historiker setzten sein Werk fort, so etwa in den 1720er Jahren Gottfried Lengnich.

## Werke
- Casparis || Schvtzil || Isleviensis || Prvssiae || Liber Primus ... ||, Königsberg i. Pr. 1563 VD 16 S 4397.
- Caspar Schütz: Historia rerum Prussicarum, Zerbst 1592. VD 16 S 4391. Digitalisat
- Caspar Schütz: Historia rerum Prussicarum, Zerbst 1592. VD 16 S 4392. Digitalisat

Die beiden Ausgaben von 1592 unterscheiden sich mindestens in der genauen Wortwahl im Titel …jrer Regierung… bzw. …derselben Regierung….
- Caspar Schütz, David Chytraeus: Historia rerum Prussicarum, Eisleben und Leipzig 1599 VD 16 S 4393. Digitalisat